# 乳じぇねれーしょん
『乳じぇねれーしょん』（にゅうじぇねれーしょん）は、オクモト悠太による日本の成人向け漫画。同作者にとって初となる単行本収録作品。

## You Yun♡ビーチ

### ストーリー
女が男に対し、フェラをしながらパイズリをしていた。女は変わらずパイズリでいしごきながらも、男はこらえきれずに射精してしまう。女はまだ飽き足らずに後ろからの態勢で男に挿入を促す。
男もエスカレートし、「搾ったらなにか出るんじゃないか？」となじりながら、女の巨乳を揉みしだき、積極的に責め続ける。
その日の朝、男こと餃子屋の店長と女こと女性バイトは沖縄の夏の海に赴き、餃子の出店をしていた。しかし、中々、客がこないことで店長は業をにやしていた。一方、女性バイトは仕事場の衣装で際どい水着を着ていることに少々辟易していたが店長の「いくら払えるかわからない」という言葉に発奮し、やる気を出す。

### 登場人物
女性バイト
餃子屋の女性店員。バイトを受けた理由は賄いが目当てと沖縄に無料で旅行に行けるようなものだったこと。本名は明かされていない。店長からエロ乳と呼ばれるほどの巨乳。中華料理屋の店員としてか、仕事場ではポニヨンのチャイナ風の髪形をしていた。
餃子屋の店長
餃子屋の店長を務める男。筋肉質で仕事場では頭にバンダナを巻いている。餃子に対する思いとプライドは高い。餃子の味は女性バイトからも認められているが。商才に有無に関しては不明。

## でゅあるしょっく!

### ストーリー
健一は二人の女性に捕まり、その二人から愛撫をされていた。なぜこうなったのか？それを考える健一だが、やがて理由を思い出した。

### 登場人物
健一
主人公。郁乃とは好きなゲームが同じという縁で仲良くなった。エロ本やエッチなコスプレに興味を持つなど年相応にスケベな一面もあるが郁乃と静乃から告白されてモテても有頂天にならないなど誠実な一面もある。
郁乃
姉妹の姉。セミロングで妹に比べると髪は短め。年齢設定はないが、学生服を着ていたことから中学生以上なのは確か。健一との具体的な関係は不明だが少なくとも同じ学校の生徒という共通点があった模様。
静乃
姉妹の妹。腰まで届くほどの長髪。姉にくらべるとおとなしいが、いざ、行動を始めると活発的。姉同様、健一との具体的な関係は不明だが、少なくとも二人は互いに対等な口調で接し、健一は静乃を呼び捨てて、静乃は健一を「くん」付けで呼んでいる。学生時代はチアガールをしていたようで今でも、その制服を持っていて、健一とのプレイに使用した。

## プリンセス・トレーニング

### 登場人物
姫子
男
自動販売機を持ち上げる怪力の持ち主。

## SEXualオフィス
ストーリー

登場人物

## ハニー・カウンター
ストーリー

登場人物

## LOVE MEナース♡
ストーリー

登場人物

## むら気なホームティーチャー
ストーリー

登場人物

## スウィート・マーチ
ストーリー

登場人物

## 艶華村のヒミツの宴
ストーリー

登場人物

## DOUBLE LESSN
ストーリー

登場人物

## フォーチュン・ラバーズ

### ストーリー
三島は最近不幸続きであることから嫌気がさし、たまたましった占い師がいる店にいくことにした。中に入ると店の女主人がかなりの美貌の若い女性だと知って三島はかなり緊張する。

### 登場人物
三島（みしま）
本編の主人公。都心で働いているサラリーマン。学生時代はサッカー部所属で副キャプテン。思った事を口に出しやすく、そのせいで様々な不幸に合っている。
秋月（あきづき）
本編のヒロイン。アラビアンダンサーのような服装をしており、誰もが見とれる程のスタイル（特に胸）を誇っている占い師。依頼主の三島を占うが、実は三島とは学生時代の同級生で、占いを始める前に既に彼の正体を知っていた。仕事場では占い師の服装や幻想的な言い方をしていることから浮世絵離れした印象があるが根は普通の女性で開店記念のポストを地道に配って回るなど愚直で真面目でもある。

## DOUBLE LESSNおかわり
ストーリー

登場人物

## 書誌情報
- オクモト悠太 『乳じぇねれーしょん』 ワニマガジン社〈WANIMAGAZINE COMICS SPECIAL〉、全1巻
  1. 2014年5月31日初版発行（同日発売[7]）、ISBN 978-4-86269-310-5